# Elytrodon bidentatus
Elytrodon bidentatus — вид долгоносиков-скосарей из подсемейства Entiminae.

## Описание
Жук длиной 6—10 мм. Имеет чёрную окраску. Тело покрыто густыми сероватыми или буроватыми чешуйками. Головотрубка только на вершине с короткой бороздкой. Надкрылья у самок перед вершиной с каждой стороны с торчащим бугорком, у самца бугорок маленький или же отсутствует.